# Entomocorus
Entomocorus is een geslacht van straalvinnige vissen uit de familie van de houtmeervallen (Auchenipteridae).

## Soorten
- Entomocorus benjamini Eigenmann, 1917
- Entomocorus gameroi Mago-Leccia, 1984
- Entomocorus melaphareus Akama & Ferraris, 2003
- Entomocorus radiosus Reis & Borges, 2006